# Têt
Têt (catalansk: Tet) er en flod i Roussillon i det sydlige Frankrig med en længde på 120 kilometer (Sandre angiver dog 115,8 km), som løber ud i Middelhavet. Têt-dalen i flodens øvre løb er klassificeret som historisk landskab.

## Geografi
Têt har sit udspring ved foden af Pic Carlit i Pyrenæerne i kommunen Angoustrine-Villeneuve-des-Escaldes.
Floden løber fra vest mod øst. Først gennem Conflent og derefter gennem Roussillon. Kort før sit udløb i Middelhavet løber den umiddelbart nord for Perpignan og Canet.
Flodens løb er opdæmmet to steder. Første sted er i starten af dens løb, hvor en dæmning danner søen Bouillouses. Dæmningen blev bygget 1903-10 og benyttes til produktion af strøm. Længere nede af floden er der en opdæmning ved Vinça, som benyttes som vandreservoir.
Têt løber gennem følgende byer:
- Mont-Louis
- Fontpédrouse
- Olette
- Villefranche-de-Conflent
- Ria-Sirach
- Prades
- Ille-sur-Têt
- Millas
- Le Soler
- Saint-Estève
- Perpignan
- Canet-en-Roussillon (udmunding)

De vigtigste bifloder er:
- Riberole
- Carança
- Mantet
- Rotja
- Cady
- Castellane
- Lentillà
- Boulès
- Caillan
- Basse

Vandmængden i Têt svinger meget. De primære kilder er smeltevand og efterårsregn. I store dele af året er vandmængden meget lav, men under et kraftigt uvejr i oktober 1940 blev der målt 3.600 m³/s.